# Te Deum (Jean-Baptiste Lully)
 (mai 2024).
 (mai 2024).
La mise en forme du texte ne suit pas les recommandations de Wikipédia : il faut le « wikifier ».
Les points d'amélioration suivants sont les cas les plus fréquents. Le détail des points à revoir est peut-être précisé sur la page de discussion.
- Les titres sont pré-formatés par le logiciel. Ils ne sont ni en capitales, ni en gras.
- Le texte ne doit pas être écrit en capitales (les noms de famille non plus), ni en gras, ni en italique, ni en « petit »…
- Le gras n'est utilisé que pour surligner le titre de l'article dans l'introduction, une seule fois.
- L'italique est rarement utilisé : mots en langue étrangère, titres d'œuvres, noms de bateaux, etc.
- Les citations ne sont pas en italique mais en corps de texte normal. Elles sont entourées par des guillemets français : « et ».
- Les listes à puces sont à éviter, des paragraphes rédigés étant largement préférés. Les tableaux sont à réserver à la présentation de données structurées (résultats, etc.).
- Les appels de note de bas de page (petits chiffres en exposant, introduits par l'outil «  Source ») sont à placer entre la fin de phrase et le point final[comme ça].
- Les liens internes (vers d'autres articles de Wikipédia) sont à choisir avec parcimonie. Créez des liens vers des articles approfondissant le sujet. Les termes génériques sans rapport avec le sujet sont à éviter, ainsi que les répétitions de liens vers un même terme.
- Les liens externes sont à placer uniquement dans une section « Liens externes », à la fin de l'article. Ces liens sont à choisir avec parcimonie suivant les règles définies. Si un lien sert de source à l'article, son insertion dans le texte est à faire par les notes de bas de page.
- La présentation des références doit suivre les conventions bibliographiques. Il est recommandé d'utiliser les modèles {{Ouvrage}}, {{Chapitre}}, {{Article}}, {{Lien web}} et/ou {{Bibliographie}}. Le mode d'édition visuel peut mettre en forme automatiquement les références.
- Insérer une infobox (cadre d'informations à droite) n'est pas obligatoire pour parachever la mise en page.

Pour une aide détaillée, merci de consulter Aide:Wikification.
Si vous pensez que ces points ont été résolus, vous pouvez retirer ce bandeau et améliorer la mise en forme d'un autre article.
Pour les articles homonymes, voir Te Deum (homonymie).

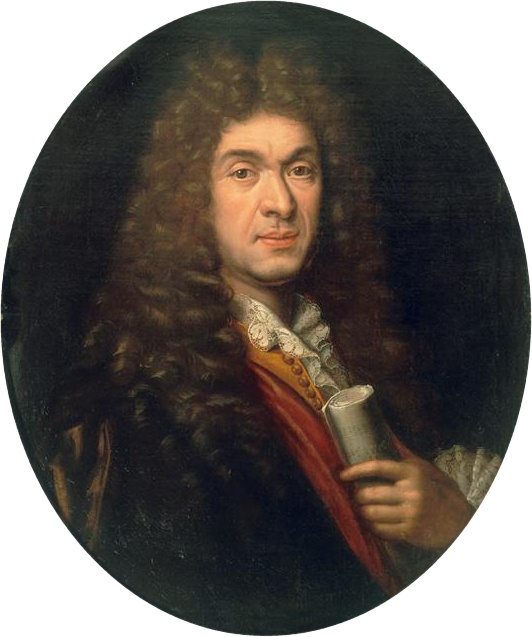
Portrait de Jean-Baptiste Lully, par Paul Mignard

Le Te Deum de Jean-Baptiste Lully est une œuvre musicale sacrée composée en 1677. Cette pièce majeure du répertoire baroque français a été écrite pour célébrer la naissance de son fils aîné Louis, dont le parrain était le roi Louis XIV. C'est un hymne de louange et d'action de grâce, traditionnellement chanté lors de cérémonies solennelles.
Lully, compositeur officiel de la cour du Roi Soleil, a conçu cette œuvre pour un grand ensemble vocal et instrumental, reflétant la grandeur et la pompe de la cour de Versailles. Le Te Deum est composé pour cinq solistes vocaux, un chœur à cinq voix, un orchestre à cordes comprenant deux trompettes, et un orgue.
Tristement célèbre, cette œuvre est également connue pour avoir indirectement causé la mort de son compositeur. Lors d'une représentation en 1687, Lully se blessa au pied avec son bâton de direction, ce qui entraîna une gangrène fatale.

## Contexte de composition

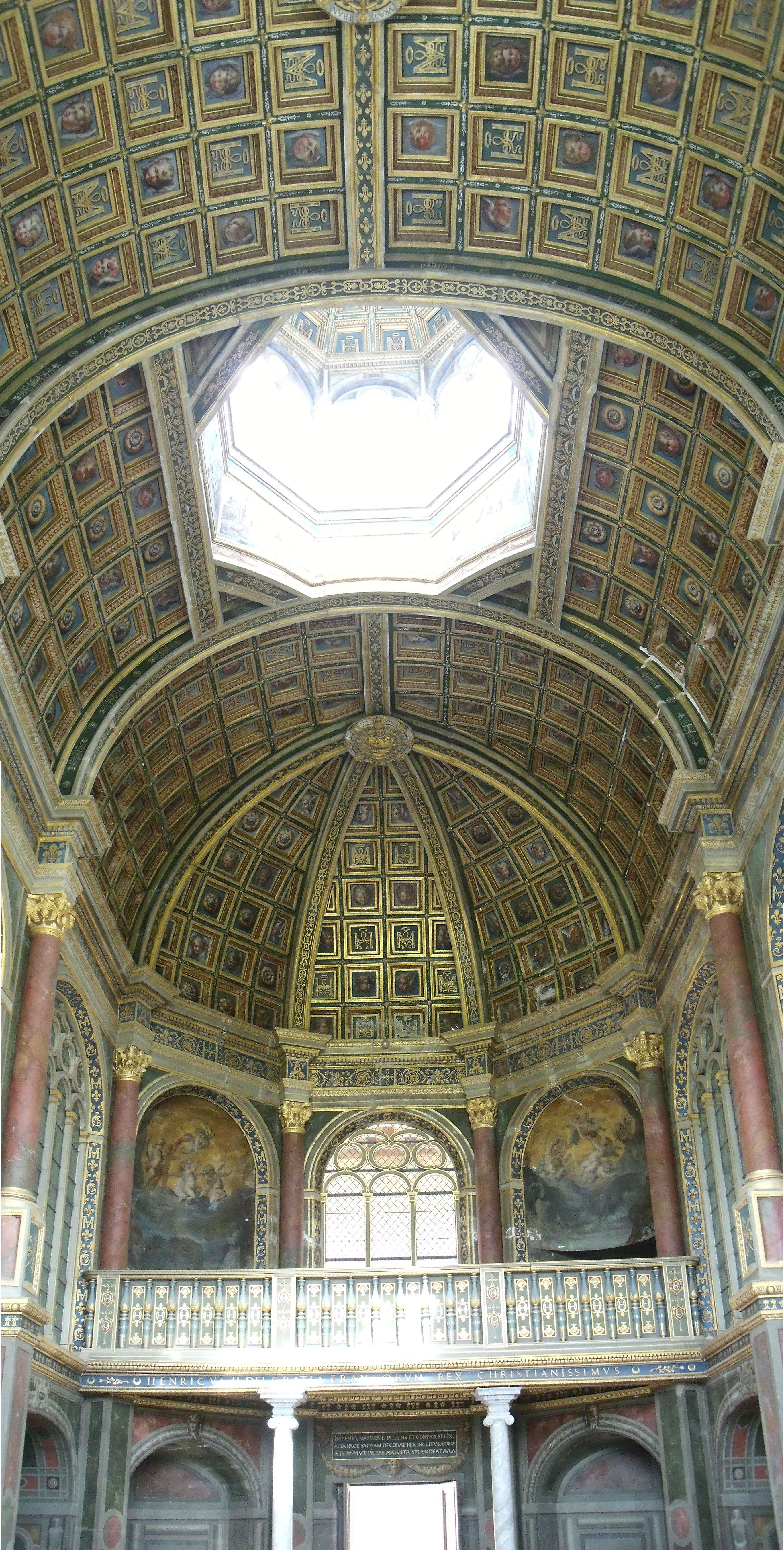
Détail du narthex de la chapelle Haute Saint-Saturnin, château de Fontainebleau.

C’est le 9 septembre 1677, en la Chapelle haute Saint-Saturnin du château de Fontainebleau, que Lully dirige son Te Deum, composé alors pour le baptême de son fils aîné, en présence de Louis XIV, parrain de l’enfant. L’œuvre est à la mesure de l’évènement : en effet, chef d’œuvre d’architecture musicale, l’effectif est imposant et requiert l’intervention des trompettes et des timbales.
La réputation de cette création perdura de nombreuses années, puisqu'elle resta l’œuvre religieuse la plus jouée de son temps, et accompagna avec éclat de nombreuses autres réjouissances : mariage princier, victoire militaire, guérison du roi (deuxième interprétation, le 31 août 1679 pour le mariage de Charles II d’Espagne et  Marie-Louise d’Orléans, toujours à Fontainebleau).
Cependant, plusieurs hypothèses concernent le contexte de sa composition :
Le 4 mai 1677, on avait déjà entendu au couvent des Célestins, à Paris, un "Te Deum en musique, de la composition du sieur Charpentier, à deux chœurs d’instruments et de voix", joué à l’instigation des secrétaires du roi.
Jean-Baptiste Lully participa à cette célébration, deux jours après, au même endroit sous instigation de ces mêmes secrétaires : il fit en effet entendre, pour une messe "les plus beaux morceaux de ses opéras, avec des timbales, trompettes et autres instruments".
Ici, en admettant que Charpentier fut son rival parisien, il apparaît cohérent de penser que Lully se mit à réfléchir à la composition d’un Te Deum demandant de plus grands effectifs.
De plus, 1677 est l’année de ses créations les plus somptueuses, composées pour un monarque au faîte de sa gloire. La Tragédie d’Atys deviendra par exemple ce que l’on nomme encore "l’opéra du Roy" et Isis, avec son éclatant prologue, préfigure la nouvelle pompe religieuse des mois à venir.

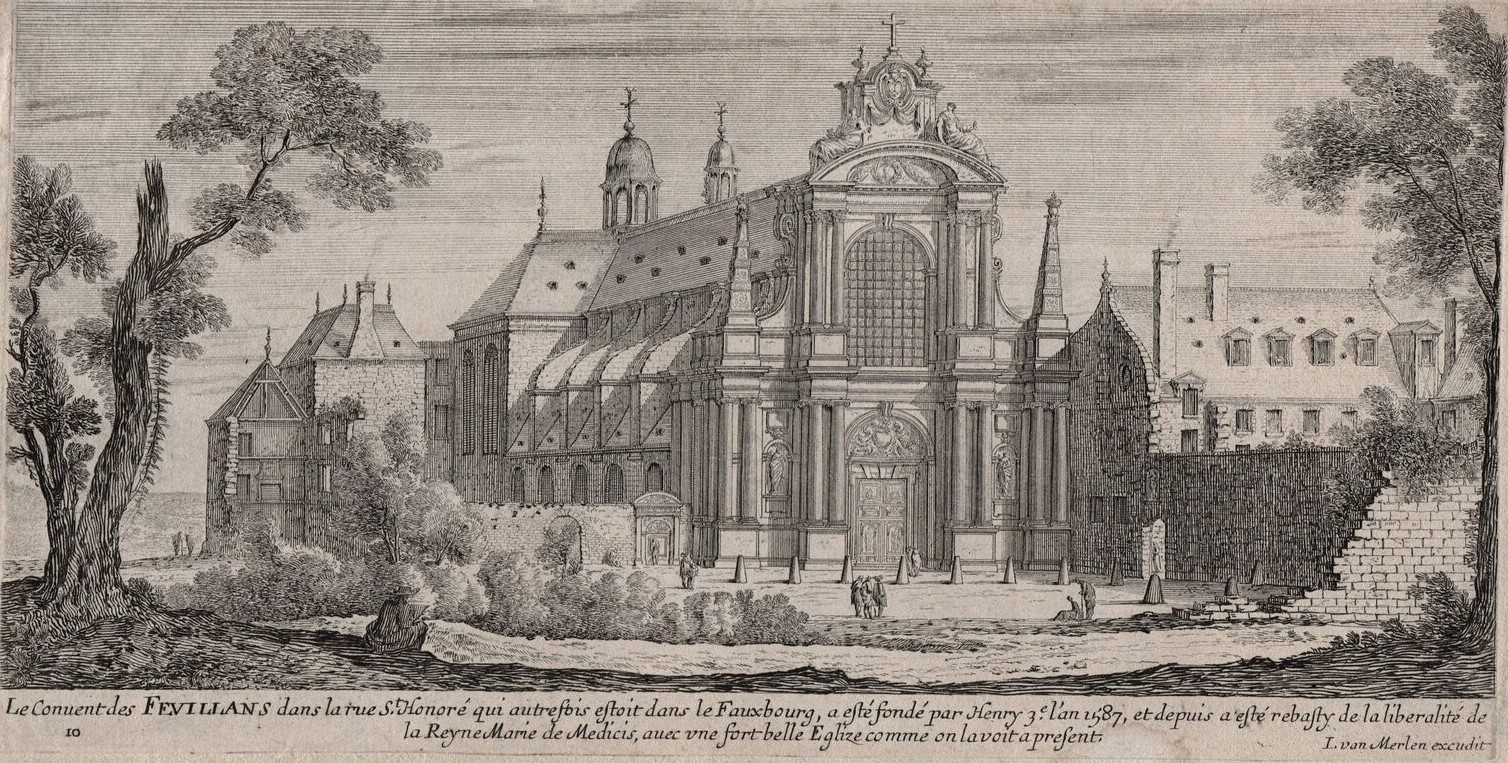
Couvent des Feuillants de la rue Saint-Honoré, Paris.

Ainsi, le prélude de la "Symphonie" du Te Deum est composé dans ce style.
De la dizaine de représentations, l’histoire n’a retenu que celle de l’église des Feuillants de la rue Saint-Honoré, qui causa la mort du compositeur. On ne connaît pas précisément le contexte d’interprétation de cette fin d’année 1686, mais c’est en battant la mesure, qu’emporté par le zèle il se perça le pied avec le bout de sa canne (cette anecdote est sujette à controverses. La canne était l’apanage des maîtres à danser, les compositeurs se contentant de diriger les œuvres religieuses avec la simple partition dans les mains. C'est l'écrivain musicologue Philippe Beaussant, grand spécialiste du compositeur, qui en fait état en proposant des hypothèses). Lully décéda de la gangrène le 22 mars 1687.

## Analyse sommaire de l’œuvre
"Toutes sortes d’instruments l’accompagnèrent, les timbales et les trompettes n’y furent point oubliées (…). Ce qu’on admira particulièrement, c’est que chaque couplet était de différente musique. Le Roy le trouva si beau qu’il voulut l’entendre plus d’une fois."
Il s’agit du premier Te Deum pour grand effectif : un petit chœur, un grand chœur, un orchestre avec trompettes et timbales. Cette partition peut être interprétée par différents effectifs vocaux et orchestraux : Au minimum il faut 5 solistes (2 dessus, haute-contre, taille, basse), un chœur à 5 voix (dessus, haute-contre, taille, basse-taille, basse), un orchestre à cordes avec 2 trompettes, et un orgue positif.
Le Mercure galant mentionne encore au moins "six-vingt (cent vingt) personnes qui chantaient ou jouaient des instruments (…). (Il fit aussi appel à "des hautbois, des flûtes, des trompettes et des timbales". Les Vingt-quatre violons du Roi, secondés par une seconde "bande" de cordes, ne furent pas oubliés.
Jean-Baptiste Lully adopte pour les parties chorales une forme en double-chœurs (traditionnelle en France depuis le début du XVIIe siècle) :
- un petit chœur comportant des voix de solistes, aux mélodies ornementées (le petit chœur est plus équilibré, « réservant une meilleure place aux tessitures élevées »;

- un grand chœur comportant de plus nombreux interprètes, aux contrepoints massifs (ce grand chœur est composé de cinq voix, avec un ensemble assez compact privilégiant les registres graves;

- Les solistes sont au nombre de quatre : un Dessus, un Haute-contre, une Taille, une Basse.

L’œuvre prend donc un caractère guerrier et rutilant, les effectifs orchestraux doublant les parties chorales.

## Difficultés d'interprétation
La question concernant l’interprétation du Te deum demeura problématique. En effet, sans indication de tempo, comment rendre une copie fidèle aux représentations de l’époque ? Différents chefs s’y essayèrent donc, avec des tempos variés et plus ou moins réalistes. Les orchestres d'instruments anciens ont donné de bien belles versions, mais on se prend à s’enticher d’anciennes interprétations, un peu désuètes, mais charmantes et parfois de bonne facture.
Enfin, une autre question se pose. En effet, la vague qui fut nommée "baroqueuse" (ou interprétation historiquement informée), chantre de l’authentique  et de la fidélité historique, en plus d’avoir préférée l’interprétation sur instruments "anciens", dans son souci d’absolu s’est entichée d’une prononciation du latin que l’on nommera "à la française".  En effet, la mode versaillaise voulait que cette vieille langue soit parlée avec un accent français. Souci d’indépendance du roi de France ? Particularité propre au royaume ?
Prenons par exemple les paroles du Te Deum :
"Te Deum Laudamus"
La prononciation latine est comme suit : Te Deum Laudamous.
Un chanteur baroque actuel prononcerait : "Te De-eum Laudamu-us"
Les versions antérieures aux années 1970 sont chantées en version purement latines (c’est le cas de la version de Jean-François Paillard). Les autres sont en latin "francisé".  Nous sommes libres de préférer l’une ou l’autre, que l’on soit partisan de l’authentique ou non, les versions francisées se voulant les plus fidèles.